# Karl Melchior Jakob Moltke
Karl Melchior Jakob Moltke, auch Carl Melchior Jacob Moltke, (3. Juli 1783 in Garmsen bei Hildesheim – 9. August 1831 in Erfurt) war ein deutscher Opernsänger (Tenor).

## Leben
Moltke verlebte seine Kindheit in Hoheneggelsen und besuchte nach seinem 10. Geburtstag das Gymnasium Andreanum in Hildesheim. Nach dem frühen Tod seiner Mutter (1794) fehlte ihm das Geld, so dass er nach Braunschweig an das Gymnasium ging. Nebenbei musste er sich dafür die nötigen Mittel selber verdienen. Unterstützung erhielt er von Herzog Karl Wilhelm Ferdinand, der ihm einen Musik- und einen Französischlehrer bezahlte.
Durch seinen Vater eigentlich für das Studium der Theologie bestimmt, widmete er sich bald nur noch der Musik und wurde als Präfekt an den Chor der Braunschweiger Katharinenschule berufen. Nach Beendigung der Schule wurde er Musiklehrer für begüterte Familien. Durch den Krieg (Vierter Koalitionskrieg (?)) zunächst mittellos geworden, begab er sich ans Theater Braunschweig, dort debütierte am 3. September 1807 als „Tamino“.

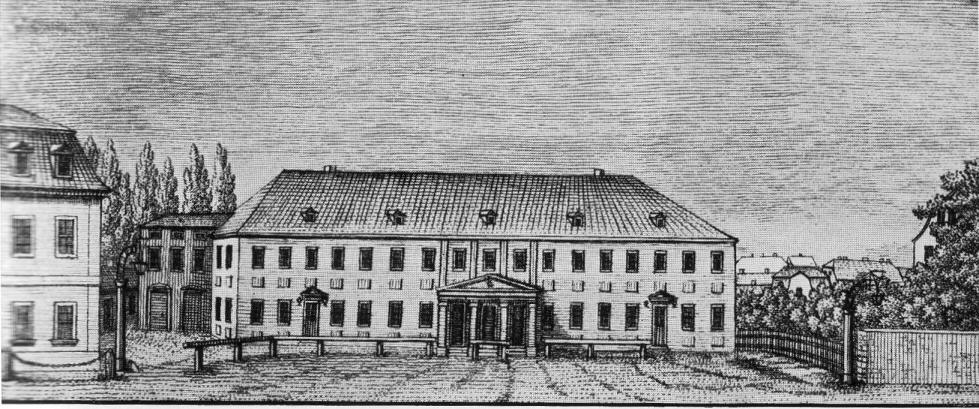
Weimarer Hoftheater, um 1800

Danach wechselte er auf Goethes Ruf hin ans Hoftheater Weimar, wo er bis zu seinem Tod blieb. Dort wurde er 1815 zum Kammersänger ernannt. Moltke gehörte gemeinsam mit Karoline Jagemann, Henriette Eberwein und Karl Stromeier zum Weimarer Quartett. Zu seinen bekanntesten und wichtigsten Hauptrollen zählten der Max in Der Freischütz, der Almaviva in Der Barbier von Sevilla, der Achilles in Iphigenie in Aulis, der Georg in Johann von Paris und der Maurer in Maurer und Schlosser.
Sein Großvater war der Theologe und Dichter Paul Gerhardt, sein Sohn Gustav Carl Moltke und seine Schwiegertochter die Theaterschauspielerin Nina Bellosa.

## Schüler
- Maria Schmidt